# ناحیه فلورا، شهرستان رنویل، مینه سوتا
ناحیه فلورا (به انگلیسی: Flora Township) یک منطقهٔ مسکونی در ایالات متحده آمریکا است که در شهرستان رنویل، مینه‌سوتا واقع شده‌است.
 ناحیه فلورا ۹۸٫۱ کیلومتر مربع مساحت و ۲۴۵ نفر جمعیت دارد و ۳۲۳ متر بالاتر از سطح دریا واقع شده‌است.